# 9月9日
9月9日是阳历年的第252天（闰年是253天），离一年的结束还有113天。
在英國和北美十三州，因1752年將曆法從儒略曆轉換至格里曆，故該年沒有9月9日。

## 大事记

### 19世紀以前
- 9年：日耳曼人部队在阿尔米尼乌斯的领导下于条顿堡森林战役中击败罗马帝国部队，并且在之后几天成功歼灭三个罗马军团。
- 337年：君士坦提乌斯二世在拜占庭登基为罗马帝国东部皇帝。
- 1141年：西遼及葛邏祿聯軍在撒馬爾罕以北的卡特萬草原擊敗塞爾柱帝國軍隊，迫使其退出河中地區，西遼成為中亞霸主。
- 1513年：蘇格蘭國王詹姆斯四世在諾森伯蘭郡的佛洛登戰役陣亡，其後蘇格蘭退出康布雷同盟戰爭。
- 1776年：大陆会议将北美各州的邦联正式命名为美利坚合众国。
- 1791年：美国将其新都命名为华盛顿哥伦比亚特区，以纪念其首位总统乔治·华盛顿。

### 19世紀
- 1850年：在美國國會通過妥協法案後，作為自由州的加利福尼亞州正式成為美國第31個州。
- 1886年：瑞士、英國等10個國家在伯恩簽訂關於著作權保護的《伯恩保護文學和藝術作品公約》。
- 1892年：木卫五被发现。
- 1895年：密謀刺殺樺山資紀總督的抗日人士吳得福於獄中觸柱自殺[來源請求]。

### 20世紀
- 1922年：粤汉铁路工人罢工。
- 1922年：希土战争以土耳其获胜告终。
- 1927年：第一次國共內戰：中国共产党领导湖南、江西兩省邊界的工人、农民发动秋收起义。
- 1930年：第一次國共內戰：中共决定成立中华苏维埃共和国。
- 1930年：阎锡山为首的北平国民政府成立。
- 1942年：第二次世界大戰：纳粹德国海军袖珍潛艇开始襲擊在大西洋航行的英美補給艦[來源請求]。
- 1944年：第二次世界大戰：盟军占领比利时全境，同日保加利亞王國向盟軍投降。
- 1945年：日本中国派遣军总司令冈村宁次向中华民国陆军总司令何应钦递交投降书，中国抗日战争结束。
- 1948年：朝鲜民主主义人民共和国在朝鲜半岛北部成立，金日成出任首任总理。
- 1948年：香港工会联合会成立。
- 1965年：美國住房及城市發展部正式成立。
- 1968年：亚瑟·阿什赢得美国网球公开赛男子单打冠军，这是黑人首次赢得男子网球大赛桂冠。
- 1971年：約翰·藍儂第二張個人專輯《想像》發行。
- 1976年：中华人民共和国的缔造者，中国共产党主席毛泽东在北京逝去。
- 1986年：中国国务院颁布改革劳动制度的4项规定。
- 1990年：美苏首脑在赫尔辛基会晤。
- 1991年：蘇聯解體：塔吉克斯坦宣布从苏联独立。
- 1992年：香港青衣島一油庫發生輕微爆炸，幸無人傷亡，但引起當地居民關注要求將油庫遠離民居。
- 1995年：第一代PlayStation在北美開始發售。
- 1998年：美国独立检察官肯·斯塔尔（英语：Ken Starr）发表著名的斯塔尔报告（英语：Starr Report），控告美国总统比尔·克林顿可能犯有11项罪名。

### 21世紀
- 2001年：阿富汗北方聯盟領導人艾哈邁德·沙阿·馬蘇德在塔哈爾省遭遇自殺攻擊，其後不治身亡。
- 2006年：北韓兩江道金亨稷郡內發生大規模爆炸並出現蕈狀雲[來源請求]。
- 2006年：百萬人民倒扁運動在台北市凱達格蘭大道開始靜坐。
- 2012年：香港特別行政區立法會選舉。
- 2016年：研究人員發現長頸鹿至少應該區分為網紋長頸鹿等4個物種，彼此間的基因差距極大。
- 2020年：衣索比亞提格雷州在中央政府反對下舉行地方選舉，中央政府表示此次選舉無效，是为提格雷战争的引火线之一。
- 2020年：德國不倫瑞克地方法院批准前福斯集團執行長馬丁·文德恩在「福斯集團汽車舞弊事件」的詐欺指控。

## 出生
- 214年：奥勒良，羅馬帝國皇帝（275年逝世）
- 384年：弗拉維烏斯·奧古斯都·霍諾留，西羅馬帝國首任皇帝（423年逝世）
- 1349年：阿爾布雷希特三世，哈布斯堡王朝奧地利大公（1395年逝世）
- 1466年：足利義稙，日本室町幕府第10代征夷大將軍（1523年逝世）
- 1585年：黎塞留，法國樞密院首席大臣、樞機主教（1642年逝世）
- 1737年：路易吉·伽伐尼，義大利醫生、物理學家、現代產科學先驅（1798年逝世）
- 1754年：威廉·布萊，英國皇家海軍中將（1817年逝世）
- 1789年：威廉·邦德，美國天文学家，哈佛大学天文台的首任台长（1859年逝世）
- 1818年：約翰·W·約翰斯頓，美國律師、政治家，曾任維吉尼亞州聯邦參議員（1889年逝世）
- 1828年：列夫·托爾斯泰，俄國小說家、評論家、劇作家、哲學家、非暴力基督教無政府主義者、教育改革家（1910年逝世）
- 1846年：陸佑，馬來西亞華僑實業家、金融家、慈善家（1917年逝世）
- 1852年：約翰·亨利·坡印廷，英國物理學家（1914年逝世）
- 1854年：山川健次郎，日本教育家、學者（1931年逝世）
- 1855年：休斯頓·斯圖爾特·張伯倫，德國英國裔政治哲學、自然科學家，《十九世紀的基礎》作者（1927年逝世）
- 1887年：阿尔夫·兰登，美國銀行家、政治人物，曾任堪薩斯州州長（1987年逝世）
- 1890年：哈蘭德·桑德斯，美國企業家，肯德基創始人（1980年逝世）
- 1911年：約翰·戈頓，澳大利亞政治人物，第19任澳大利亞總理（2002年逝世）
- 1911年：朱匯森，中華民國教育人士（2006年逝世）
- 1915年：鹽田剛三，日本合氣道家，養神館合氣道的創始人（1994年逝世）
- 1918年：奥斯卡·路易吉·斯卡尔法罗，義大利戰後第9任總統（2012年逝世）
- 1920年：馮康，中國数学家、科學家（1993年逝世）
- 1922年：波琳·拜恩斯，英國插畫家（2008年逝世）
- 1922年：漢斯·德默爾特，德國裔物理學家，1989年諾貝爾物理學獎得主（2017年逝世）
- 1922年：沃里克·埃斯特万·克尔，巴西農業工程師、遺傳學家、昆蟲學家（2018年逝世）
- 1923年：丹尼爾·卡尔顿·盖杜謝克，美國病毒学家（2008年逝世）
- 1925年：張悅楷，廣州粵語話劇、相聲演員、說書藝人（1997年逝世）
- 1926年：優素福·卡熱達維，埃及伊斯蘭學者，國際穆斯林學者聯盟主席（2022年逝世）
- 1934年：王德輝，香港企業家（1990年失蹤）
- 1936年：原廣司，日本建築師（2025年逝世）
- 1939年：黃蜀芹，中國電影導演（2022年逝世）
- 1939年：吳中如，中國水工結構專家（2023年逝世）
- 1941年：奧蒂斯·雷丁，美國靈魂樂歌手（1967年逝世）
- 1941年：丹尼斯·里奇，美國計算機科學家，C語言、Unix作業系統開發者之一（2011年逝世）
- 1947年：弘兼憲史，日本漫畫家
- 1948年：任志剛，香港金融管理局專員
- 1948年：村西透，日本成人影片導演、企業家
- 1949年：苏西洛·班邦·尤多约诺，印尼政治人物，第6任印度尼西亞總統
- 1950年：周松崗，香港交易及結算所有限公司主席
- 1951年：关菁，香港甘草男演员（2014年逝世）
- 1951年：亞歷山大·唐納，澳大利亞史上任期最長外交部長
- 1952年：吉莫·廷禮，不丹政治人物，第2、7、12任不丹總理
- 1953年：周玉蔻，台灣著名媒體人
- 1956年：阿維·威格德森，以色列數學家、計算機科學家
- 1957年：鄭裕玲，香港資深女藝人
- 1958年：鄧藹霖，香港主持人
- 1959年：艾瑞克·塞拉，法國作曲家
- 1960年：休·格兰特，英國男演員
- 1961年：馬永生，中國沉積學家
- 1961年：斧篤志，日本男性聲優
- 1963年：黃造時，香港女演員
- 1963年：羅伯托·多納多尼，意大利足球員，1990年代開拓美國足球先驅之一
- 1963年：克里斯·康斯，美國政治人物
- 1964年：黃一山，香港演員
- 1966年：亞當·山德勒，美國演員、電影製作人、音樂家
- 1967年：阿克夏·庫馬，印度演員
- 1968年：解曉東，中國男歌手、企業家
- 1970年：賴亞文，中國女排運動員
- 1971年：艾力克·斯通斯特里特，美國演員
- 1971年：張斯綱，第13~14屆台北市議員[1]
- 1972年：夏利奧，香港樂隊Soler成員
- 1972年：夏健龍，香港樂隊Soler成員
- 1975年：飛勇，美國籍棒球運動員
- 1975年：麥可·布雷，加拿大流行爵士樂歌手、影視演員
- 1976年：洪書勤，台灣詩人
- 1976年：陳少霞，香港女演員
- 1976年：松風雅也，日本男性聲優
- 1976年：阿基·里希拉赫蒂，芬兰國家足球隊員
- 1977年：蔡貞安，韓國女演員
- 1978年：肖恩·巴蒂爾，美國籃球運動員
- 1980年：酒井若菜，日本女演員
- 1980年：蜜雪兒·威廉絲，美國演員
- 1981年：徐智碩，韓國男演員
- 1981年：胡定欣，香港演員
- 1981年：朱莉·冈萨洛，美籍拉丁裔女演員
- 1982年：大塚爱，日本女性創作歌手
- 1983年：金晶和，韓國女藝人
- 1984年：利利亚纳·纳西尔，印尼女子羽球运动員
- 1985年：J·R·史密斯，美國職業籃球運動員
- 1985年：马丁·约翰逊，美國男歌手、詞曲作者、唱片製作人
- 1985年：盧卡·莫德里奇，克羅埃西亞職業足球運動員
- 1986年：璟宣，台灣女演員
- 1987年：丁一宇，韓國演員
- 1987年：Loopy，韓國饒舌歌手
- 1988年：艾尚真，中國模特兒
- 1988年：加隈亞衣，日本女性聲優
- 1989年：劉佩玥，香港女演員
- 1991年：楊洋，中國男演員
- 1991年：亨特·海耶斯，美國鄉村音樂歌手、詞曲作者
- 1991年：奧斯卡，巴西職業足球運動員
- 1992年：黃亮鈞，台灣男藝人
- 1992年：飯田友子，日本女性聲優
- 1992年：葉爾多斯·斯梅托夫，哈薩克男子柔道運動員
- 1993年：王柏融，台灣中華職棒桃猿隊選手
- 1993年：板垣巴留，日本漫畫家
- 1994年：高橋花林，日本女性聲優
- 1994年：金藝智，韓國女子羽球運動員
- 1997年：裴洧彬，韓國女子偶像團體Oh My Girl成員
- 1999年：會澤紗彌，日本女性聲優
- 1999年：文秀雅，韓國女子偶像團體Billlie成員
- 2000年：金俊奎，韓國男子偶像團體TREASURE成員
- 2000年：維多莉亞·德·馬利查勒， 西班牙貴族
- 2002年：孫東杓，韓國男子偶像團體MIRAE、X1成員
- 2002年：李佳穎，嘉義美女
- 2003年：陳沛妍，香港童星

## 逝世
- 1087年：威廉一世，英格蘭國王、諾曼第公爵（1028年出生）
- 1487年：明宪宗朱见深，中國大明第九代皇帝（1447年出生）
- 1488年：法蘭索瓦二世，布列塔尼公爵（1433年出生）
- 1513年：詹姆斯四世，苏格兰国王（1473年出生）
- 1569年：老彼得·布勒哲爾，荷蘭畫家（生年不詳）
- 1583年：漢弗萊·吉爾伯特，英國探險家（1539年出生）
- 1732年：蒋廷锡，中國清代畫家（1669年出生）
- 1841年：奧古斯丁·彼拉姆斯·德堪多，瑞士植物學家（1778年出生）
- 1875年：查理·義律，英國駐華商務總監（1801年出生）
- 1898年：斯特凡·馬拉美，法國詩人、文學評論家（1842年出生）
- 1900年：勸修寺顯允，日本公家、政治家、華族（1855年出生）
- 1901年：亨利·德·土魯斯-羅特列克，巴黎画家（1864年出生）
- 1929年：田中义一，日本內閣總理大臣、陆军大将（1864年出生）
- 1966年：小澤治三郎，日本海軍中將（1886年出生）
- 1976年：毛泽东，中國共產黨領導人、中國人民解放軍領導人，中華人民共和國領導人（1893年出生，参见：毛泽东之死）
- 1994年：，荷蘭成人雜誌出版家、創業家（1943年出生）
- 2001年：蔡景璋，臺灣登山家，臺灣岳界四大天王之一（1909年出生）
- 2001年：相米慎二，日本電影導演（1948年出生）
- 2001年：艾哈迈德·沙阿·马苏德，阿富汗北方联盟主要军事领导人（1953年出生）
- 2003年：愛德華·泰勒，美國理論物理學家，被譽為「氫彈之父」（1908年出生）
- 2007年：徐四民，前全國政協常委，香港《鏡報》創辦人（1914年出生）
- 2007年：韓鼎祥，河北省天主教永年教區第二任主教（1937年出生）
- 2009年：奥格·玻尔，丹麥物理學家，1975年諾貝爾物理學獎得主（1922年出生）
- 2015年：查爾斯·哈拉克，美國商人（1964年出生）
- 2022年：駒形和男，日本微生物學家（1928年出生）
- 2024年：詹姆斯·厄爾·瓊斯，美國男演員（1931年出生）
- 2024年：拉惹柏特拉，馬來西亞政治評論家、部落客（1950年出生）

## 节假日和习俗
- 保护教育免受攻击国际日[2]
- 中華民國：
  - 體育節
  - 律師節
  - 狗狗節
  - 老人節
- 中华人民共和国：互联网公益日
- 阿富汗：烈士節（英语：Martyrs' Day (Afghanistan)）
- ：獨立日（英语：Independence Day (Tajikistan)）
- ：兒童節
- 英国：緊急服務日（英语：Emergency Services Day (United Kingdom)）
- ：人民政權創建日